# Velennes (Somme)
Velennes (picardisch: Vlène) ist eine nordfranzösische Gemeinde mit 141 Einwohnern (Stand 1. Januar 2022) im Département Somme in der Region Hauts-de-France. Die Gemeinde liegt im Arrondissement Amiens und gehört zum Kanton Ailly-sur-Noye.

## Geographie
Die Gemeinde liegt rund fünf Kilometer westnordwestlich von Conty nördlich des Flusses Évoissons, der die südliche Gemeindegrenze bildet. Zu Velennes gehört das Gehöft L’Hirondelle im Tal der Évoissons.

## Einwohner
| 1962 | 1968 | 1975 | 1982 | 1990 | 1999 | 2006 | 2011 | 2019 |
| ---- | ---- | ---- | ---- | ---- | ---- | ---- | ---- | ---- |
| 132  | 131  | 125  | 107  | 116  | 127  | 151  | 148  | 149  |

## Sehenswürdigkeiten
- Kirche Saint-Christophe